# Chromis cyanea
Chromis cyanea és una espècie de peix de la família dels pomacèntrids i de l'ordre dels perciformes.

## Morfologia
Els mascles poden assolir els 15 cm de longitud total.

## Distribució geogràfica
Es troba a Bermuda, el sud de Florida i el Carib, incloent-hi les Bahames, el Golf de Mèxic i les Antilles.